# Нішан Рандава
Нішан Пріт Сінгх Рандава (англ. Nishan Preet Singh Randhawa; нар. 5 грудня 1997, Абботсфорд, Британська Колумбія) — канадський борець вільного стилю, дворазовий бронзовий призер Панамериканських чемпіонатів, призер Панамериканських ігор, чемпіон Ігор Співдружності.

## Життєпис
Боротьбою почав займатися з 2004 року. У 2015 році став бронзовим призером чемпіонату світу серед юніорів. У 2016 році став Панамериканським чемпіоном серед юніорів. Наступного року на цих же змаганнях повторив минулорічний успіх.
Виступає за боцівський клуб «Burnaby Mountain» Бернабі. Тренери — Джастін Абду, Дейв Маккей.

## Спортивні результати на міжнародних змаганнях

### Виступи на Чемпіонатах світу
| Змагання                        | Збірна | Вагова категорія          | Місце |
| ------------------------------- | ------ | ------------------------- | ----- |
| Чемпіонат світу з боротьби 2023 | Канада | вільна боротьба, до 97 кг | 32    |

### Виступи на Панамериканських чемпіонатах
| Змагання                                   | Збірна | Вагова категорія          | Місце  |
| ------------------------------------------ | ------ | ------------------------- | ------ |
| Панамериканський чемпіонат з боротьби 2017 | Канада | вільна боротьба, до 97 кг | Бронза |
| Панамериканський чемпіонат з боротьби 2020 | Канада | вільна боротьба, до 97 кг | 5      |
| Панамериканський чемпіонат з боротьби 2022 | Канада | вільна боротьба, до 97 кг | 5      |
| Панамериканський чемпіонат з боротьби 2023 | Канада | вільна боротьба, до 97 кг | Бронза |

### Виступи на Панамериканських іграх
| Змагання                  | Збірна | Вагова категорія          | Місце  |
| ------------------------- | ------ | ------------------------- | ------ |
| Панамериканські ігри 2023 | Канада | вільна боротьба, до 97 кг | Бронза |

### Виступи на Іграх Співдружності
| Змагання                | Збірна | Вагова категорія          | Місце  |
| ----------------------- | ------ | ------------------------- | ------ |
| Ігри Співдружності 2022 | Канада | вільна боротьба, до 97 кг | Золото |

### Виступи на інших змаганнях
| Змагання                                    | Збірна | Вагова категорія                 | Місце  |
| ------------------------------------------- | ------ | -------------------------------- | ------ |
| Кубок Канади з боротьби 2016                | Канада | вільна боротьба, до 97 кг        | 5      |
| Grapple at the Garden 2019                  | Канада | Multiple Style Event, до LL97 кг | Срібло |
| Турнір міста Сассарі з боротьби 2019        | Канада | вільна боротьба, до 97 кг        | 10     |
| Кубок Канади з боротьби 2019                | Канада | вільна боротьба, до 97 кг        | Золото |
| Меморіал Маттео Пелліконе 2022              | Канада | вільна боротьба, до 97 кг        | 12     |
| Міжнародний меморіал Білла Фаррелла 2022    | Канада | вільна боротьба, до 97 кг        | 4      |
| Відкритий чемпіонат Загреба з боротьби 2023 | Канада | вільна боротьба, до 97 кг        | 5      |
| Меморіал Імре Поляка та Яноша Варги 2023    | Канада | вільна боротьба, до 97 кг        | 16     |
| Відкритий чемпіонат Загреба з боротьби 2024 | Канада | вільна боротьба, до 97 кг        | 12     |

### Виступи на змаганнях молодших вікових груп
| Змагання                                                 | Збірна | Вагова категорія          | Місце  |
| -------------------------------------------------------- | ------ | ------------------------- | ------ |
| Чемпіонат світу з боротьби серед кадетів 2013            | Канада | вільна боротьба, до 85 кг | 15     |
| Чемпіонат світу з боротьби серед юніорів 2015            | Канада | вільна боротьба, до 96 кг | Бронза |
| Панамериканський чемпіонат з боротьби серед юніорів 2016 | Канада | вільна боротьба, до 96 кг | Золото |
| Чемпіонат світу з боротьби серед юніорів 2016            | Канада | вільна боротьба, до 96 кг | 20     |
| Панамериканський чемпіонат з боротьби серед юніорів 2017 | Канада | вільна боротьба, до 96 кг | Золото |
| Чемпіонат світу з боротьби серед юніорів 2017            | Канада | вільна боротьба, до 96 кг | 7      |
| Чемпіонат світу з боротьби серед молоді 2017             | Канада | вільна боротьба, до 97 кг | 18     |
| Чемпіонат світу з боротьби серед молоді 2018             | Канада | вільна боротьба, до 97 кг | 19     |
| Чемпіонат світу з боротьби серед молоді 2019             | Канада | вільна боротьба, до 97 кг | 8      |